# Inna Moiséyeva
Inna Moiséyeva (en ruso: Инна Моисеева; Moscú, URSS, 17 de febrero de 1971) es una deportista rusa que compitió en remo. Ganó una medalla de plata en el Campeonato Mundial de Remo de 1998, en la prueba de cuatro scull.

## Palmarés internacional
| Campeonato Mundial | Campeonato Mundial | Campeonato Mundial | Campeonato Mundial |
| Año                | Lugar              | Medalla            | Prueba             |
| ------------------ | ------------------ | ------------------ | ------------------ |
| 1998               | Colonia (Alemania) | Medalla de plata   | Cuatro scull       |